# República parlamentària

Formes de govern:
Estats amb república parlamentària.
Estats amb sistema presidencial amb govern vinculat al parlament.

Una república parlamentària és una república que funciona sota un sistema de govern parlamentari on el poder executiu (el govern) obté la seva legitimitat i és responsable davant la legislatura (el parlament). Hi ha una sèrie de variacions de repúbliques parlamentàries. La majoria tenen una clara diferenciació entre el cap de govern i el cap d'estat, amb el cap de govern que ostenta el poder real i el cap d'estat és una posició cerimonial, semblant a les monarquies constitucionals. En alguns països, el cap d'estat té poders de reserva per utilitzar-los a la seva discreció com a "àrbitre" no partidista del procés polític. Alguns han combinat els rols de cap d'estat i cap de govern, com els sistemes presidencials, però amb una dependència de la confiança parlamentària.

## Història
Normalment, les repúbliques parlamentàries són estats que abans eren monarquies constitucionals amb un sistema parlamentari.
Després de la derrota de Napoleó III a la guerra francoprussiana, França va tornar a ser una república –la Tercera República Francesa– l'any 1870. El president de la Tercera República tenia molts menys poders executius que els de les dues repúbliques anteriors. La Tercera República va durar fins a la invasió de França per l'Alemanya nazi el 1940. Després del final de la guerra, la Quarta República Francesa es va constituir en una línia similar el 1946. La Quarta República va viure una època de gran creixement econòmic a França i la reconstrucció de institucions socials i la indústria de la nació després de la guerra, i va tenir un paper important en el desenvolupament del procés d'integració europea, que va canviar el continent de manera permanent. Es van intentar enfortir el poder executiu del govern per evitar la situació inestable que hi havia abans de la guerra, però la inestabilitat es va mantenir i la Quarta República va veure canvis freqüents de govern: hi havia 20 governs en deu anys. A més, el govern es va mostrar incapaç de prendre decisions efectives sobre la descolonització. Com a resultat, la Quarta República es va enfonsar i Charles de Gaulle va rebre el poder de governar per decret, posteriorment legitimat per l'aprovació d'una nova constitució en un referèndum el 28 de setembre de 1958 que va donar lloc a l'establiment de la V República Francesa el 1959.
A Espanya hi ha hagut dos repúbliques. La primera república va ser una república presidencialista. La segona república, que va durar des del 1931 al 1939, si que va ser una república parlamentària. Aquesta es va fer efectiva després de l'exili del rei Alfons XIII que va acabar amb la dictadura de Primo de Rivera. La Segona República Espanyola va viure quatre períodes; el govern provisional, el Bienni Reformista, el Bienni Negre i durant la Guerra Civil va haver el Front Popular. El govern provisional va durar mentre es feia la Constitució Espanyola de 1931, aquest govern va durar 7 mesos. Del 1931 al 1933 va governar Manuel Azaña amb un govern d'esquerres. Al 1933, amb el govern desgastat, Manuel Azaña va dimitir i Alcalá Zamora va convocar eleccions. El segon govern es va veure marcat per una força important dels partits de dretes, fet que va paralitzar nombroses reformes de l'anterior govern. Al 1936 es van convocar noves eleccions, en les quals va guanyar una coalició de partits d'esquerres, el Front Popular. Tanmateix, aquesta quarta etapa de la república es va veure marcada per la Guerra Civil espanyola. Al final d'aquesta es va instaurar un règim dictatorial que va posar fi a la Segona República Espanyola.
Xile es va convertir en la primera república parlamentària d'Amèrica del Sud després d'una guerra civil el 1891. Tanmateix, després d'un cop d'estat el 1925, aquest sistema va ser substituït per un de presidencial.

## Poders
A diferència de les repúbliques que operen sota el sistema presidencial o el sistema semipresidencial, el cap d'estat normalment no té poders executius com ho tindria un president executiu (algunes poden tenir poders de reserva), perquè molts dels aquests poders s'han concedit a un cap de govern (normalment anomenat primer ministre). Tanmateix, en una república parlamentària amb un cap d'estat el mandat del qual depèn del parlament, el cap de govern i el cap d'estat poden formar una oficina (com a Botswana i Sud-àfrica), però el president és segueix seleccionat de la mateixa manera que el primer ministre en la majoria dels sistemes. Això normalment significa que són el líder del partit o coalició de partits més gran al parlament.
En alguns casos, el president pot tenir legalment atorgats poders executius per dur a terme el funcionament diari del govern (com a Àustria i Islàndia), però per convenció o bé no utilitzen aquests poders o els utilitzen només per fer efectius a l'assessorament del parlament o del cap de govern. Per tant, es podria considerar que algunes repúbliques parlamentàries segueixen el sistema semipresidencial però funcionen sota un sistema parlamentari.

## Llista de repúbliques parlamentàries d'Europa
| País                 | Cap d'estat              | Cap d'estat escollit per | Estructura de càmara | República parlamentària des de l'any |
| -------------------- | ------------------------ | --- | -------------------- | ------------------------------------ |
| Alemanya             | Frank-Walter Steinmeier  | Assemblea federal (Bundestag i delegats estatals), per majoria absoluta | Bicameral            | 1949                                 |
| Àustria              | Alexander Van der Bellen | Sufragi directe, per sistema de dues voltes | Bicameral            | 1945                                 |
| Bòsnia i Hercegovina | Milorad Dodik            | Sufragi directe del cap de l'estat col·lectiu, per votació en primera volta | Bicameral            | 1991                                 |
| Bulgària             | Rumen Radev              | Sufragi directe, per sistema de dues voltes | Monocameral          | 1991                                 |
| Croàcia              | Zoran Milanović          | Sufragi directe, per sistema de dues voltes | Monocameral          | 2000                                 |
| Eslovàquia           | Zuzana Čaputová          | Sufragi directe, per sistema de dues voltes | Monocameral          | 1993                                 |
| Eslovènia            | Nataša Pirc Musar        | Sufragi directe, per sistema de dues voltes | Bicameral            | 1991                                 |
| Estonia              | Alar Karis               | Parlament, per majoria de dos terços | Monocameral          | 1991                                 |
| Finlàndia            | Sauli Niinistö           | Sufragi directe, per sistema de dues voltes | Monocameral          | 2000                                 |
| Geòrgia              | Salome Zourabichvili     | Col·legi electoral (parlaments i delegats regionals), per majoria absoluta | Monocameral          | 2018                                 |
| Grècia               | Katerina Sakel·laropulu  | Parlament, per majoria | Monocameral          | 1975                                 |
| Hongria              | Katalin Novák            | Parlament, per majoria | Monocameral          | 1990                                 |
| Islàndia             | Guðni Th. Jóhannesson    | Sufragi directe, per votació de primera volta | Monocameral          | 1944                                 |
| Itàlia               | Sergio Mattarella        | Parlament i delegats regionals, per majoria de dos terços; per majoria absoluta, a partir de la quarta votació, si cap candidat aconsegueix la majoria esmentada en les tres primeres votacions. | Bicameral            | 1946                                 |
| Polònia              | Andrzej Duda             | Sufragi directe, per majoria | Bicameral            | 1989                                 |
| República d'Irlanda  | Michael D. Higgins       | Sufragi directe, per votació instantània | Bicameral            | 1949                                 |
| Txèquia              | Petr Pavel               | Sufragi directe, per sistema de dues voltes | Bicameral            | 1993                                 |